# Endgegner

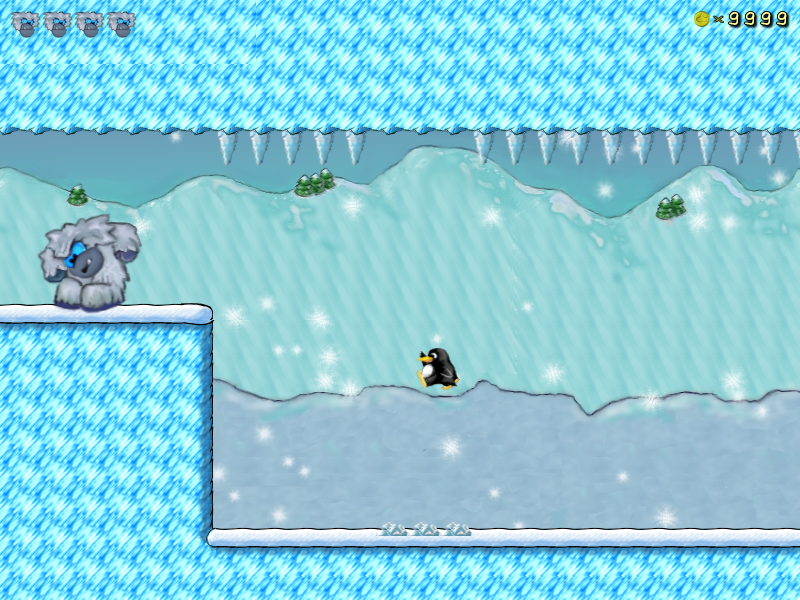
Endgegner Yeti (links) und das Linux-Maskottchen Tux im Spiel SuperTux

Ein Endgegner (auch Boss genannt, weitere Varianten sind Endboss, Bossgegner, Boss-Monster oder im MMORPG-Jargon auch BossMob) ist in Computerspielen ein in der Regel besonders starker und widerstandsfähiger Gegner, den der Spieler am Ende eines Spielabschnitts besiegen muss. Der Kampf gegen einen Endgegner stellt innerhalb des Spielverlaufs einen Höhepunkt dar und bildet den Abschluss eines Levels, einer Mission, eines Dungeons oder auch des Spiels selbst. In einigen Spielen trifft der Spieler auch mitten in einem Level auf Gegner mit Endgegner-Eigenschaften. Diese bezeichnet man als Zwischengegner (oder auch als Mini-Boss oder Zwischenendgegner).

## Auftreten
Endgegner kommen in den meisten Computerspielgenres vor, bei denen der Einzelspielermodus in eine Rahmenhandlung eingebettet ist. Besonders häufig findet man sie in Action-Adventures, Ego-Shootern, Rollenspielen, Jump ’n’ Runs und Shoot ’em ups. In vielen Spielen folgt nach dem erfolgreichen Kampf gegen einen Endgegner eine Filmsequenz, die einen Höhepunkt oder den Abschluss der Geschichte erzählt.

## Charakteristika

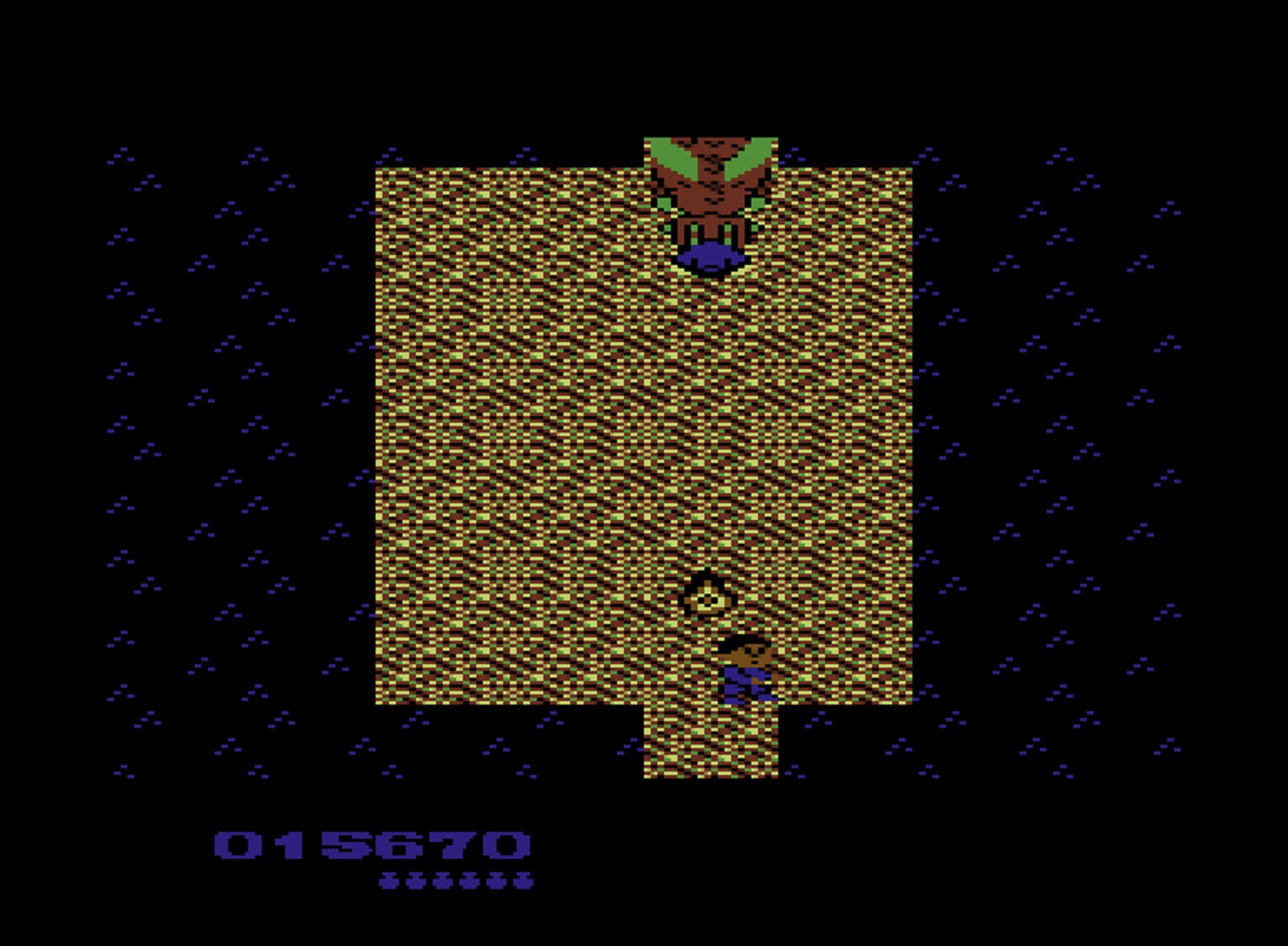
Ein mittelgroßes Endmonster in Form eines Drachen in einem C64-Spiel

Endgegner sind meist grafisch besonders aufwendig gestaltete, große Ungeheuer, die dem Spieler derart überlegen sind, dass spezielle Techniken zu ihrer Überwindung notwendig sind. Thematisch passt ein Endgegner in die Gestaltung des zuvor durchschrittenen Spielabschnitts. Von der Handlung her entspricht die Rolle des Endgegners oft der des Antagonisten, welcher der durch den Spieler verkörperten Figur feindlich gegenübersteht. Bossgegner folgen oft bestimmten Bewegungsmustern und haben spezielle Schwachstellen. Der Spieler muss diese durchschauen und eine entsprechende Taktik entwickeln. Oft treten Endgegner, besonders wenn es sich um die finalen Endgegner handelt, in mehreren aufeinanderfolgenden Formen (Inkarnationen) auf, die nacheinander besiegt werden müssen. Während des Kampfes gegen einen Endgegner wird oft eine Anzeige der verbleibenden Trefferpunkte des Gegners bzw. der jeweiligen Inkarnation eingeblendet, die darüber informiert, wie viel Schaden diesem noch zugefügt werden muss, bevor er besiegt ist. Nicht selten kann der Kampf gegen einen Endgegner mehrere Minuten dauern, in Einzelfällen auch mehr als eine halbe Stunde. Nach erfolgreichem Kampf erhält der Spieler häufig eine Belohnung, z. B. einen Bonus oder ein Loot.
In 3D-Spielen findet der Kampf gegen einen Endgegner oft in einem eigens dafür angelegten Level statt, der meistens um einen großen Hauptraum herum angelegt und räumlich begrenzt ist, um dem Spieler keine Rückzugsmöglichkeiten zu bieten. Nicht selten spielt die Gestaltung des Levels eine besondere Rolle bei der Überwindung des Endgegners, beispielsweise durch das Vorhandensein von Fallen, die der Spieler aktivieren muss (Beispiel: Endgegner Chthon in Quake). Meistens ist die Gestaltung des Raumes auf die Angriffstaktik und die Fähigkeiten des Endgegners zugeschnitten. Ein Beispiel dafür sind unter anderem höher gelegene Ebenen, auf die der Endgegner hinaufspringen kann, um einen stärkeren Angriff vorzubereiten.
Bekannte, oft auftretende Endgegner sind Bowser (Super Mario), Ganondorf (The Legend of Zelda) und Dr. Eggman (Sonic the Hedgehog)

## Belege
1. ↑  Peter Winkler: Computerlexikon 2010: Die ganze digitale Welt zum Nachschlagen, S. 532, Verlag Markt und Technik 2009, ISBN 978-3-8272-4519-9